# Cèntric (métro de Barcelone)
Cèntric est une station de métro espagnole de la ligne 9 (branche sud) du métro de Barcelone. Elle est située sous la place Catalunya, à proximité du centre ville d'El Prat de Llobregat. commune de la comarque de Baix Llobregat dans la province de Barcelone en Catalogne.
Mise en service en 2016, c'est une station de la Transports Metropolitans de Barcelona (TMB) qui gère également les lignes d'autobus en correspondances.

## Situation sur le réseau
Établie en souterrain, la station Cèntric est située sur la ligne 9 du métro de Barcelone (zone sud), entre les stations El Prat Estació, en direction de Zona Universitària, et Parc Nou, en direction de Aeroport T1.

## Histoire
La station Cèntric est mise en service le 12 février 2016, lors de l'ouverture de l'exploitation de la zone sud de la ligne 9 entre les stations Zona Universitària et Aeroport T1. Réalisée par l'architecte Fermín Vázquez de l'agence B720 Arquitectes elle dispose d'une décoration soignée.

## Service des usagers

### Accueil
La station est accessible par deux bouches, avec escaliers et escalators : celle de la plaça Catalunya, établie sous une pergola dispose d'un ascenseur, et celle de la rue Lleida. Elles donnent accès au premier niveau où se trouve une grande salle avec, des automates pour l'achat des titres de transport, les tourniquets d'accès aux deux quais situés au deuxième niveau et des espaces techniques et de contrôle. Le deuxième niveau est également accessibles par des escaliers, escalators et ascenseurs. Les deux quais, longs de 100 mètres, sont équipés de portes palières.

### Desserte
Cèntric est desservie par les rames, du métro automatique, de la ligne 9, relation Zona Universitària-Aeroport T1, à raison d'une toutes les sept minutes en semaine.

### Intermodalité
Elle permet notamment de rejoindre à pied : la Biblioteca Antonio Martin, le Cèntric Espai cultural et la Porta del Delta, situés à proximité.
Des arrêts de bus, rue de Lieida, sont desservis par les lignes 65, 165, N16, N17, PR1 et PR3.